# Arceuthobium bicarinatum
Arceuthobium bicarinatum är en sandelträdsväxtart som beskrevs av Ignatz Urban. Arceuthobium bicarinatum ingår i släktet Arceuthobium och familjen sandelträdsväxter. Inga underarter finns listade i Catalogue of Life.